# Renata Rosa
 (janvier 2020).
Renata Emilia Braga da Rosa, plus connue sous le nom de Renata Rosa (São Paulo, 1973), est une actrice, chanteuse, compositeur, violoniste, poète et chercheuse brésilienne.

## Discographie

### Albums
- Zunido da mata (2002)
- Manto dos sonhos (2008)
- Encantações (2015)